# El Basatin
El Basatin (in arabo البساتين‎?, al-Basātīn, "gli orti, i giardini") è un quartiere nella parte sud del Cairo in Egitto, nei pressi del vicino quartiere di Maadi.